# Муха, Григорий Никифорович
Григорий Никифорович Муха (17 августа 1912, Долгинцево, Херсонская губерния — 1 июня 1959, Черновцы) — майор Советской армии, участник Великой Отечественной войны. Герой Советского Союза (1945).

## Биография
Родился 17 августа 1912 года в посёлке Долгинцево (ныне — в черте города Кривой Рог).
После окончания Нежинского техникума строительства и права работал на железной дороге. В 1933—1936 годах служил в Рабоче-крестьянской Красной армии. Демобилизовавшись, продолжал работать на железной дороге в городе Карши Узбекской ССР. В июле 1941 года Муха повторно был призван в армию. С мая 1942 года — на фронтах Великой Отечественной войны.
К маю 1944 года капитан Григорий Муха командовал ротой 1369-го стрелкового полка 417-й стрелковой дивизии 51-й армии 4-го Украинского фронта. Отличился во время штурма Севастополя. 7 мая 1944 года рота Мухи принимала участие в штурме Сапун-Горы, уничтожив 3 дзота и более 50 солдат и офицеров противника, ещё 12 взяв в плен. 8 мая рота одной из первых вошла в Севастополь, уничтожив более 70 солдат и офицеров противника, 3 грузовика и 1 БТР.
Указом Президиума Верховного Совета СССР от 24 марта 1945 года за «образцовое выполнение боевых заданий командования на фронте борьбы с немецкими захватчиками и проявленные при этом мужество и героизм» капитан Григорий Муха был удостоен высокого звания Героя Советского Союза с вручением ордена Ленина и медали «Золотая Звезда» за номером 5394.
В 1946 году в звании майора Муха был уволен в запас. Проживал и работал в Черновцах. Скоропостижно скончался 1 июня 1959 года, похоронен на Русском кладбище Черновцов.
Был также награждён двумя орденами Красного Знамени, орденами Отечественной войны 2-й степени и Красной Звезды, рядом медалей.

## Память
- Имя на Стеле Героев в Кривом Роге.